# 덕 다저스
《덕 다저스》(Duck Dodgers)는 미국 카툰 네트워크에서 2003년 8월 23일부터 2005년 11월 11일까지 방영된 애니메이션이다.

## 개요
덕 다저스는 루니 툰의 대피 덕을 주인공으로 한 에피소드 Duck Dodgers in 24 1/2 Century를 토대로 만든 리메이크 작품이다.

## 줄거리
21세기에 사고로 냉동이 된 오리 덕 다저스는 24세기에 잠에서 깨어나 자기 자신이 21세기의 히어로라고 사람들에게 속인다. 조수인 카뎃과 함께 우주방위국의 일원으로 활약하지만,화성제국의 X-2사령관이 그와 대치한다.

## 주요 등장인물
- 덕 다저스

성우 - 조 알라스키
주인공.대피 덕이 연기하는 우주방위군의 함장.
함장이지만 약하고 게으르며 이기적이어서
항상 문제를 일으킨다.
또한 임무를 불성실하게 수행한다.
여자와 돈을 좋아한다.
첫 에피소드에서는 정찰임무를 제대로 수행하지 않고 지구가 화성제국의 침공에 무방비하게 되는 사태가 일어났다. 하지만 화성군대의 레이저포에 감자를 발사해 지구가 공격당하는 것을 저지했다.
항상 지구를 위험에서 구하지만 그 결과로 자기 자신이나 주변인물들이 좋지 않은 꼴이 되는 경우가 많다.
21세기에 냉동되기 전에는 대학의 풋볼팀에서 워터보이로 활동했었다.
- 스페이스 카뎃

성우- 밥 버겐
포키 피그가 연기하는 다저스의 조수.다저스가 일으키는 문제에 휘둘리는 일이 잦다.다저스보다 유능하기 때문에 사실상 대부분의 업무는 그가 맡고 있다.
- I.Q. 하이 박사

성우-리차드 맥고나글
우주방위국 소속의 박사.
다저스를 해동시킨 장본인이자 그의 상사이다.
머리에 전구를 달고 있다.
개인적으로 실험이나 발명을 하고 있어 그의 창고에는 여러 발명품들이 있으며 가끔 다저스가 일부 훔쳐가기도 한다.
- X-2 사령관

성우- 조 알라스키
화성인 마빈이 연기하는 화성제국군대의 총사령관.
센트리온이라는 로봇군대를 지휘하고 있다.
다저스와는 숙적관계이지만
공동의 적이 나타났을 경우에는 다저스 혹은 카뎃과 협동작전을 수행하기도 한다.
티라니 여왕을 짝사랑하여 그녀가 관심을 보이는 다저스를 질투하고 있다.
- K-9

성우- 프랭크 웰커
X-2 사령관의 직속부하인 개.루니툰 본편에도 등장하지만 이 작품에서 유일하게 이름이 달라지지 않았다.
- 센트리온

성우- 마이클 돈
X-2사령관의 부하인 로봇들.
공중에 떠다니며 손에 레이저 포를 장착하고 있다.
- 티라니 여왕

성우-티아 카레레
화성제국의 지배자.
제국을 확장시키려고 한다.
지구를 침공하기 위해 X-2사령관을 파견하지만 그 과정에서 알게 된 덕 다저스에게 흥미를 보이고
한번은 그를 납치해 결혼했으나,X-2의 계획으로 무산된다.

## 주제가
이 작품의 주제가는 톰 존스가 불렀으며
더 플레밍 립스가 어레인지 했다.
존스는 또한 시즌2의 에피소드 Talent Show A Go-Go에 게스트 성우로 출연해 그의 대표곡 It's Not Unusual을 불렀다.

## 수상
덕 다저스는 2004년 애니 상 Outstanding Achievement in an Animated Television Production Produced For Children부문에 노미네이트되었고 작품의 음악,프로덕션 디자인,목소리 연기 부문 또한 노미네이트되었다.
2004년 덕 다저스는 음악 부문에서 애니 상을 수상했다.
또한 덕 다저스는 2004년 에미 상 Outstanding Sound Editing 부문, Live Action and Animation and Special Class Animated Program 부문에 노미네이트되었고 2005년 각각 다시 같은 부문에 노미네이트되었다.같은해 이 작품은 Outstanding Performer in an Animated Program(조 알라스키)에서 수상했다.

## DVD
워너 홈 비디오에서 2013년 2월 19일 시즌 1에 해당하는 에피소드를 담은 Dark Side of the Duck 을 발매했고 같은 해 7월 23일 시즌 2를 담은 Deep Space Duck을 발매했다.
| DVD 이름 | 에피소드 개수 | 발매일          |
| -------- | ------------- | --------------- |
| 시즌 1   | 13            | 2013년 2월 19일 |
| 시즌 2   | 13            | 2013년 7월 23일 |

## 같이 보기
- 루니 툰
- 대피 덕